# 86th Airlift Wing
Le 86th Airlift Wing (86th AW, 86e escadre de transport aérien), est une unité de transport tactique de l'United States Air Forces in Europe basée à Ramstein Air Base en Allemagne.

## Organisation actuelle
Le 86th Airlift Wing comprend six groups et 14 squadrons : 
- 86th Operations Group (86 OG)

37th Airlift Squadron (37 AS)
76th Airlift Squadron (76 AS)
86th Aeromedical Evacuation Squadron (86 AES)
86th Operations Support Squadron (86 OSS)
424th Air Base Squadron (424 ABS) (Chièvres Air Base, Belgique)
496th Air Base Squadron (496 ABS) (Morón Air Base, Espagne)
- 86th Maintenance Group (86 MXG)

86th Aircraft Maintenance Squadron (86 AMXS)
86th Maintenance Squadron (86 MXS)
- 86th Logistics Readiness Group (86 LRG)

86th Logistics Readiness Squadron (86 LRS)
86th Material Maintenance Squadron (86 MMS)
86th Munitions Squadron (86 MUNS)
86th Vehicle Readiness Squadron (86 VRS)
- 86th Mission Support Group (86 MSG)

2d Aerial Postal Squadron (2 AIRPS)
86th Communications Squadron (86 CS)
86th Force Support Squadron (86 FSS)
86th Security Forces Squadron (86 SFS)
569th US Forces Police Squadron (569 USFPS)
700th Contracting Squadron (700 CONS)
786th Force Support Squadron (786 FSS)
- 86th Medical Group (86 MDG)

86th Aerospace Medicine Squadron (86 AMDS)
86th Dental Squadron (86 DS)
86th Medical Operations Squadron (86 MDOS)
86th Medical Support Squadron (86 MDSS)
86th Medical Squadron (86 MDS)
- 86th Civil Engineer Group (86 CEG)

86th Civil Engineering Squadron (86 CES)
786th Civil Engineering Squadron (786 CES)

## Historique

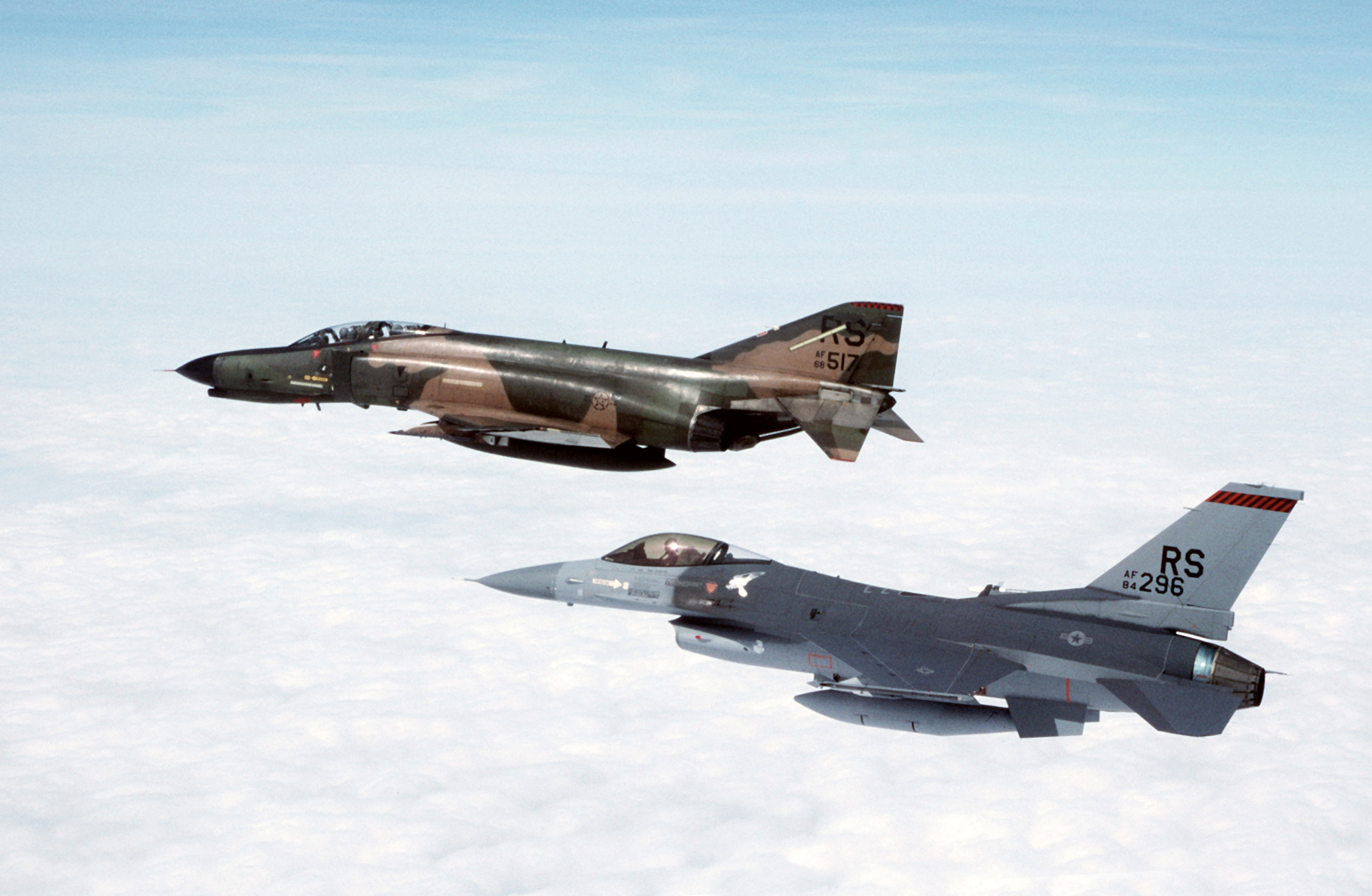
F-4E et F-16C du 86th TFW en 1991

- 1er juillet 1948 : activation du 86th Fighter Wing
- 20 janvier 1950 : redésigné 86th Fighter Bomber Wing
- 9 août 1954 : 86th Fighter Interceptor Wing
- 18 novembre 1960 : redésigné 86th Air Division
- 14 novembre 1968 : dissolution
- 13 octobre 1969 : réactivation en tant que 86th Tactical Fighter Wing
- 1er mai 1991 : redésigné 86th Fighter Wing
- 1er octobre 1994 : devient le 86th Airlift Wing

Depuis sa transformation en unité de transport, elle effectue des missions logistiques militaires et humanitaire dont l'Opération Provide Hope à destination de la Moldavie de 1998 à 2000.

## Bases

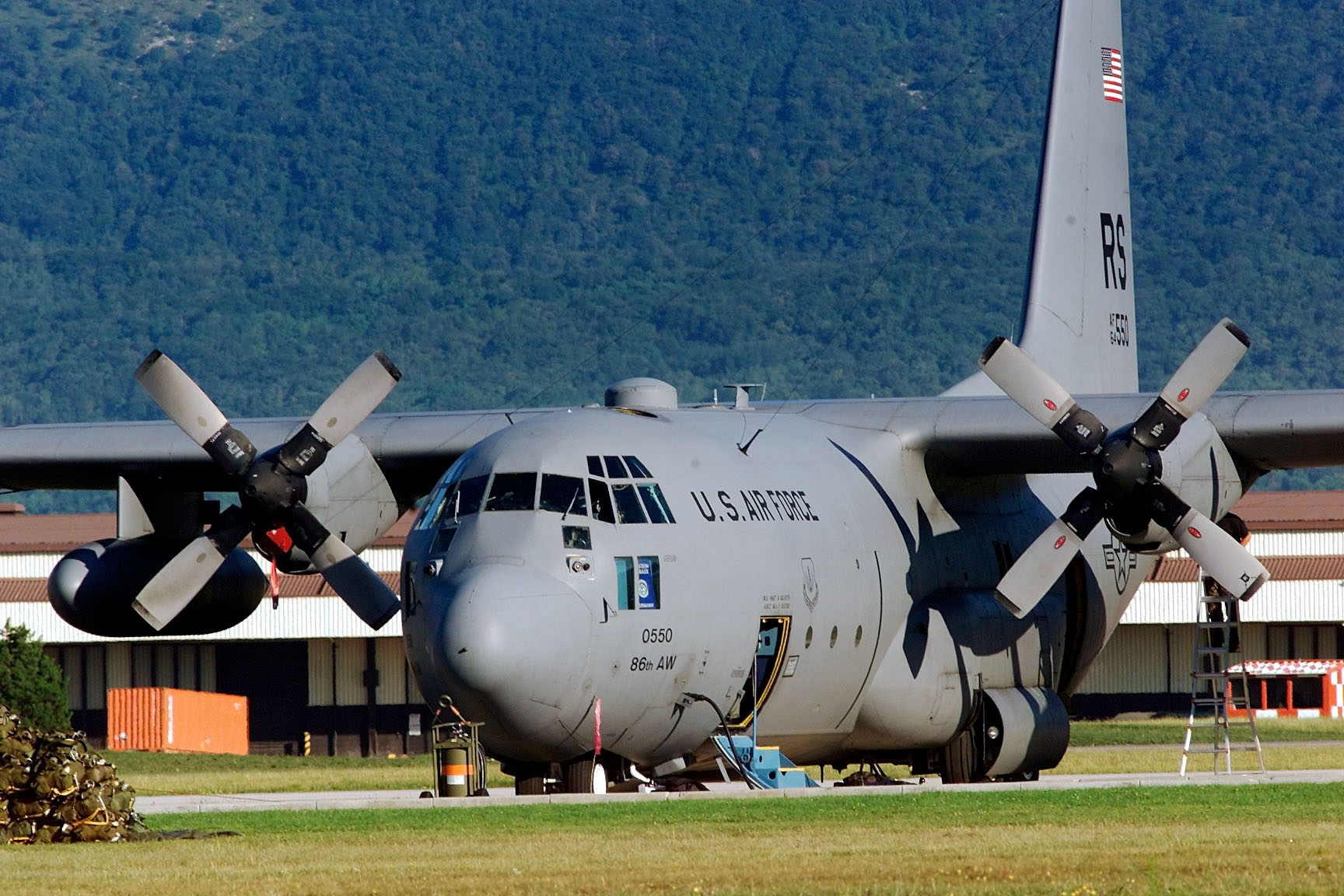
C-130E du 37th AS / 86th AW à Aviano AB en juillet 2000

- Neubiberg AB : 1er juillet 1948 - 20 août 1952
- Ramstein AB : 21 août 1952 - 14 novembre 1968
- Zweibrücken Air Base : 13 octobre 1969 - 30 janvier 1973
- Ramstein AB : 31 janvier 1973

## Affectations
- United States Air Forces in Europe : 1er juillet 1948 - 9 octobre 1949
- 2nd Air Division : 10 octobre 1949 - 6 mai 1951
- 12th Air Force : 7 mai 1951 - 31 décembre 1958
- United States Air Forces in Europe : 1er janvier 1958 - 14 novembre 1959
- 17th Air Force : 15 novembre 1969 - 30 juin 1963
- United States Air Forces in Europe : 1er juillet 1963 - 31 août 1963
- 17th Air Force : 1er septembre 1963 - 19 mai 1965
- United States Air Forces in Europe : 20 mai 1965 - 4 octobre 1968
- 17th Air Force : 5 octobre 1968 - 14 novembre 1968 et 1er novembre 1969 - 13 juin 1984
- 316th Air Division : 14 juin 1985 - 30 avril 1991
- 17th Air Force : 1er mai 1991 - 30 septembre 1996
- 3rd Air Force : 30 septembre 1996 - actif

## Composantes

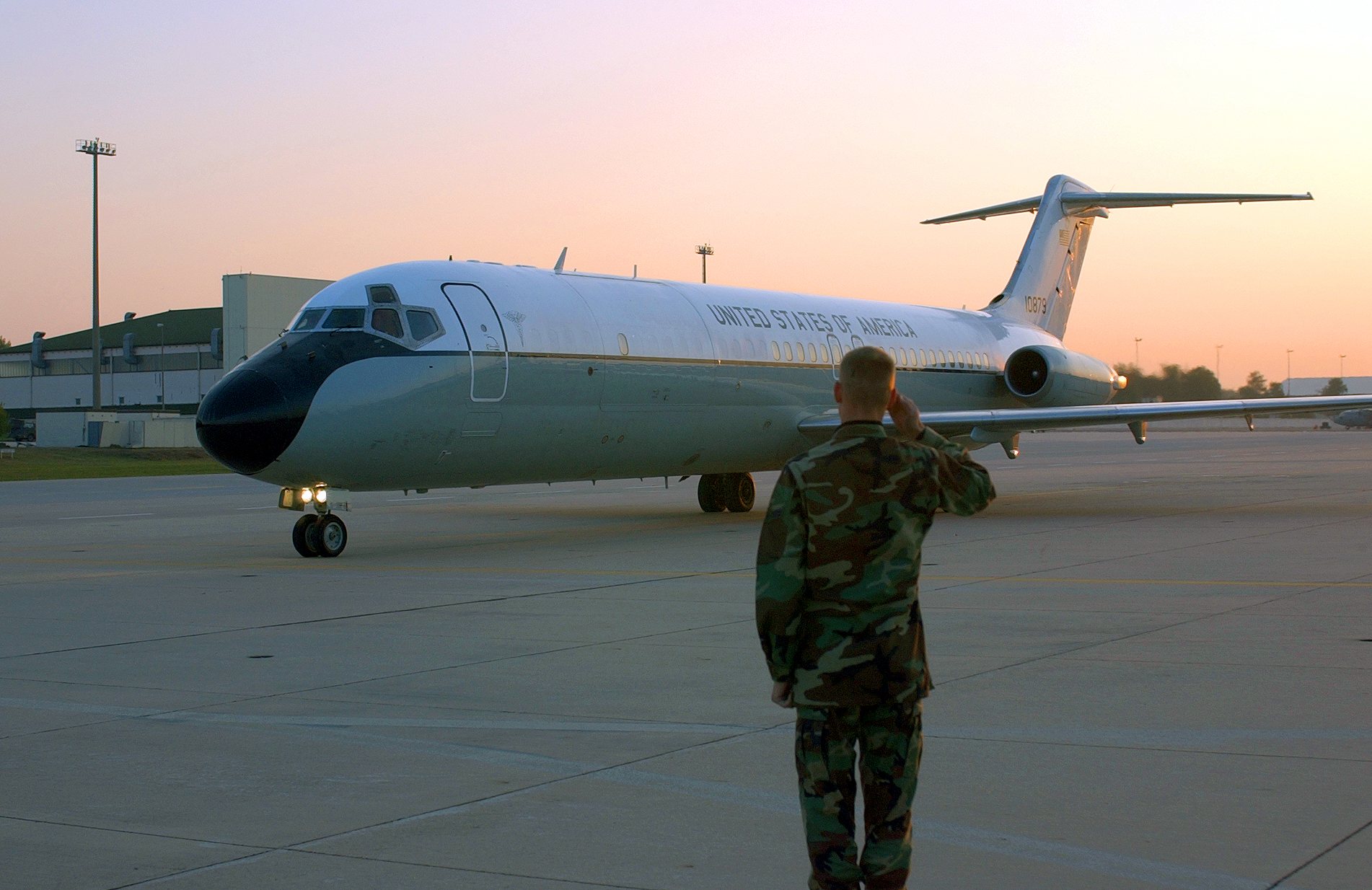
C-9A du 75th Airlift squadron à Ramstein

### Squadrons
- 7th Special Operations Sqdn : 31 janvier 1973 - 15 mars 1973 (attaché)
- 17th Tactical Reconnaissance Sqdn : 12 janvier 1970 - 31 janvier 1973
- 32nd Fighter Interceptor Sqdn : 8 avril 1960 - 1er novembre 1968
- 37th Airlift Sqdn : 1er octobre 1994 -
- 75th Airlift Sqdn : 1er octobre 1993 -
- 76th Airlift Sqdn : 1er octobre 1993 -
- 81st Tactical Fighter Sqdn : 12 juin 1971 - 14 juillet 1971 (attaché) et 15 juillet 1971 - 15 janvier 1973
- 151st Fighter Interceptor Sqdn : 25 novembre 1961 - 11 juillet 1962 (attaché)
- 197th Fighter Interceptor Sqdn : 25 novembre 1961 - 11 juillet 1962 (attaché)
- 417th Tactical Fighter Sqdn : 1er octobre 1978 - 15 septembre 1987
- 434th Tactical Fighter Sqdn : 30 septembre 1961 - 12 décembre 1961 (attaché)
- 435th Tactical Fighter Sqdn : 22 septembre 1961 - 14 janvier 1962 (attaché)
- 435th Tactical Fighter Sqdn : 4 novembre 1962 - 12 décembre 1962
- 436th Tactical Fighter Sqdn : 12 janvier 1962 - 12 avril 1962 (attaché)
- 440th Fighter Interceptor Sqdn : 1er juillet 1951 - 7 octobre 1955 (attaché) et 10 août 1956 - 1er janvier 1960
- 476th Tactical Fighter Sqdn : 12 avril 1962 - 8 août 1962 (attaché)
- 496th Fighter Interceptor Sqdn : 1er juillet 1974 - 7 octobre 1955(attaché) et 10 août 1956 - 1er novembre 1968
- 512th Fighter Interceptor Sqdn : 24 mars 1958 - 1er juillet 1959
- 512th Tactical Fighter Sqdn : 14 juin 1985 - 1er mai 1991

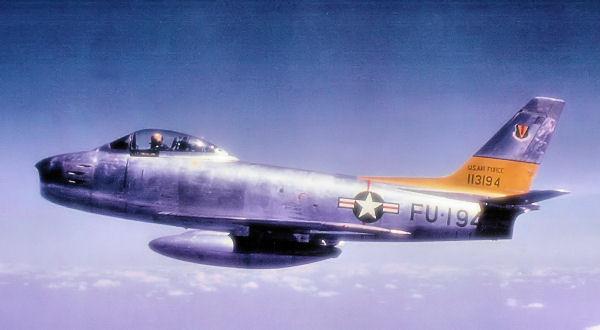
F-86F du 527th FBS

- 513th Fighter Interceptor Sqdn : 25 avril 1958 - 8 janvier 1961
- 514th Fighter Interceptor Sqdn : 15 août 1958 - 8 janvier 1961
- 525th Fighter Interceptor Sqdn : 22 mai 197 - 7 octobre 1955 (attaché) et 10 août 1956 - 1er novembre 1968
- 526th Fighter Interceptor Sqdn : 22 ai 1957 - 7 octobre 1955 (attaché) et 10 août 1956 - 1er novembre 1968
- 526th Tactical Fighter Sqdn : 31 janvier 1973 - 22 septembre 1975 et 14 juin 1985 - 1er mai 1991
- 527th Fighter Interceptor Sqdn : 22 mai 1954 - 7 octobre 1955 (attaché)

## Appareils
- F–47 : 1948–1950
- Republic F–84 : 1950–1953
- North American F–86 : 1953–1960
- Convair F–102A : 1959–1968
- North American F–100 Super Sabre : 1960, 1975
- Lockheed F-104C Starfighter : 1961–1962
- McDonnell RF–4C Phantom II : 1970–1973,1976
- McDonnell F-4D/E Phantom II : 1971–1986
- General Dynamics F-16A/B/C/D : 1985 - 1994
- Beechcraft C–12 : 1992–1994
- Gulfstream C-20 : 1992–
- Learjet C–21 1992–
- Boeing CT–43A : 1992–1996
- Boeing C–135 : 1992–1994
- Douglas C-9 : 1993-2005
- Gulfstream C-37 : 2000-
- Lockheed C-130E :  -